# Assemblée de Dieu Nouvelle Vie
L’Assemblée de Dieu Nouvelle Vie (anglais : New Life Assembly of God) est une megachurch chrétienne évangélique pentecôtiste située à Chennai, Inde, affiliée au Conseil général des Assemblées de Dieu de l'Inde (Assemblées de Dieu). Son pasteur principal en 2017 est David Mohan.  L’église aurait une assistance de 40,000 personnes.

## Histoire
L'église a été fondée en 1973 par le pasteur David Mohan. En 1999, l'église ajoute un service en anglais, dirigé par le pasteur Chadwick Mohan, le fils du pasteur fondateur David Mohan. En 2004, l'assistance passe à 30 000 personnes. En 2011, elle accueille le Congrès international des Assemblées de Dieu. En 2025, l’église compterait 40,000 personnes .

## Implication humanitaire
L'église a des activités de parrainage médical dans les villages ruraux environnant de Chennai.

## Croyances
Les croyances de l'église sont de courant pentecôtiste. L’Église est membre du Conseil général des Assemblées de Dieu de l'Inde (Association mondiale des Assemblées de Dieu).